# Chrustowice
Chrustowice – wieś sołecka w Polsce położona w województwie świętokrzyskim, w powiecie kazimierskim, w gminie Opatowiec.
W latach 1975–1998 miejscowość administracyjnie należała do województwa kieleckiego.
| SIMC    | Nazwa  | Rodzaj    |
| ------- | ------ | --------- |
| 0257561 | Pruska | część wsi |
| 0257578 | Rogów  | część wsi |